# Jindřich Svoboda (pilot)

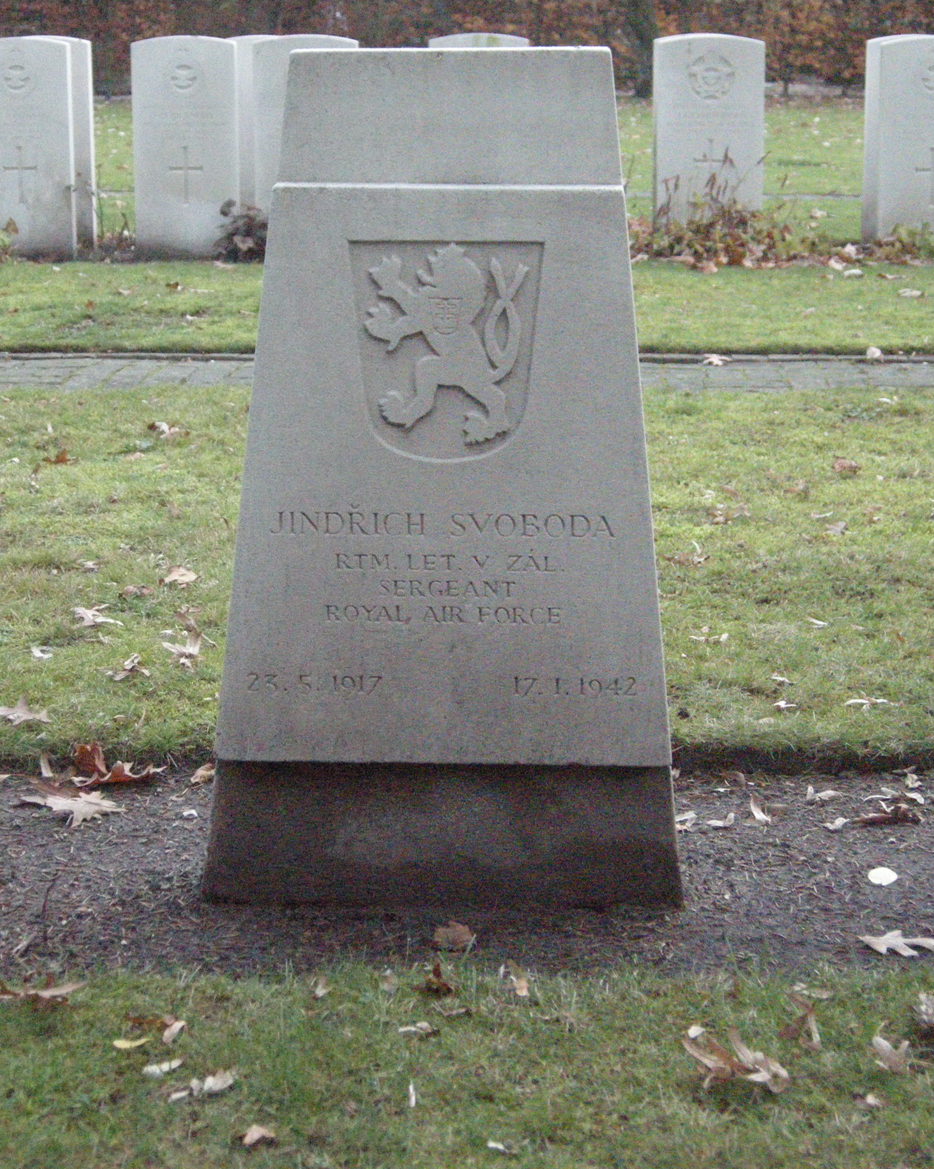
Náhrobní kámen Jindřicha Svobody na hřbitově v Tilburgu

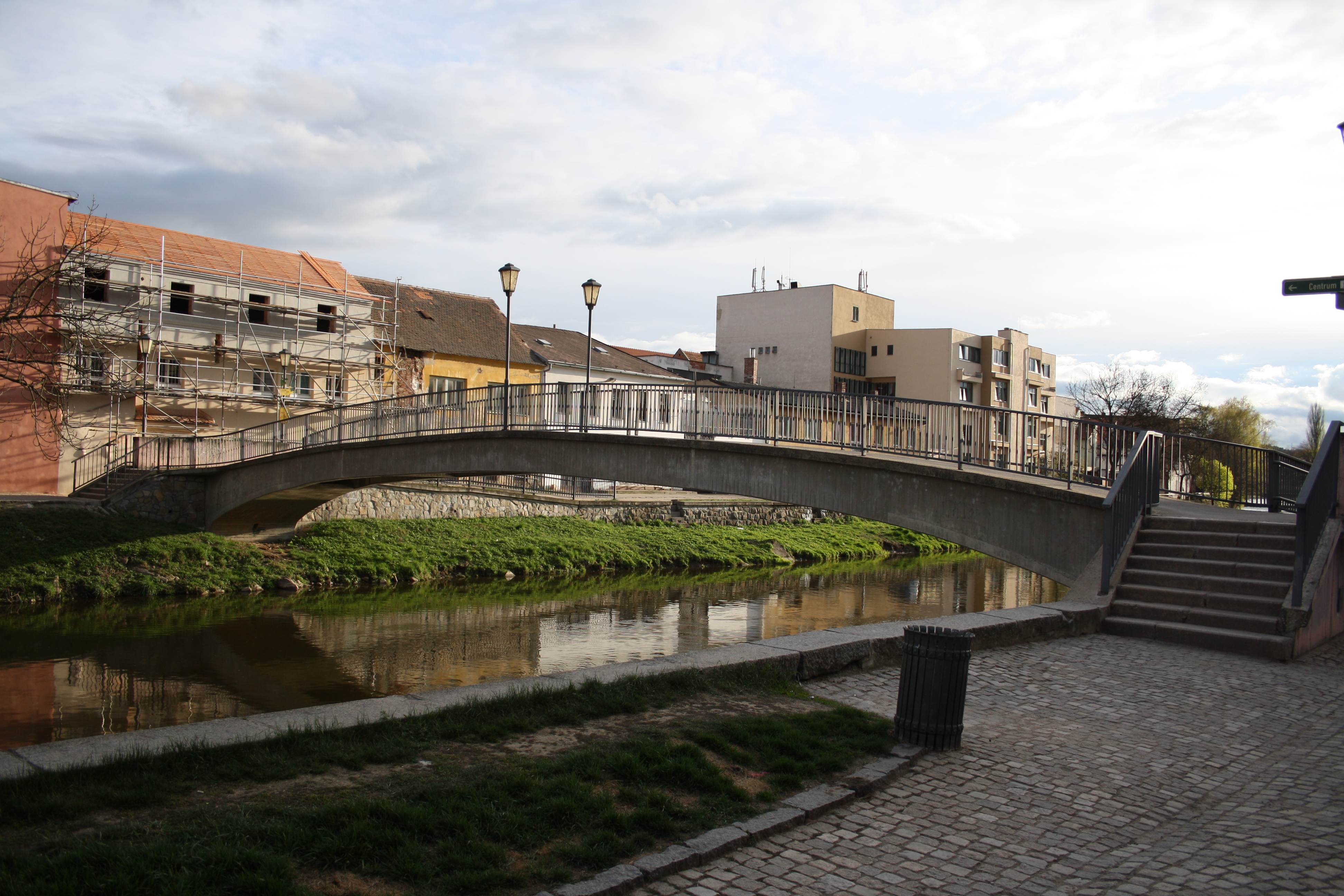
Lávka pojmenovaná po Jindřichu Svobodovi

Jindřich Svoboda (23. května 1917 Třebíč – 17. ledna 1942 Nizozemsko) byl český plukovník in memoriam, kapitán bombardéru 311. československé bombardovací perutě.

## Život
Jindřich Svoboda se narodil v Jungmannově ulici v Třebíči. Jeho otcem byl inspektor městské policie. Poté se jejich rodina přestěhovala do Zámostí, bydleli v domě čp. 119. Byl členem třebíčského Junáka a měl přezdívku Kůň. V roce 1936 odešel studovat prostějovské vojenské učiliště. V době ohrožení státu odešel jako dobrovolník k leteckému pluku.
24. ledna 1940 odjel na Slovensko a odtud se přes Maďarsko, Jugoslávii, Řecko, Turecko, Sýrii a severní Afriku dostal do Francie, kde působil v Agde a následně do Bordeaux a posléze do Velké Británie. Tam prošel výcvikem pilota bombardovacího letadla a nastoupil do 311. československé bombardovací perutě. Absolvoval celkem 24 bojových letů, 16 z nich vedl jako kapitán letadla. Osudným se jeho stroji stal nálet na Brémy. Jejich Wellington byl sestřelen a havaroval na nizozemské půdě. Polovina posádky zahynula; vedle Svobody padl J. Brož a R. Mašek, přežili K. Batelka, Z. Sichrovský a J. Šnajdr. Pochován leží na hřbitově Gilzerbaan General Cemetery v Tilburgu.

## Odkaz
Svobodovo jméno nese junácký okres Třebíč a od roku 2003 též lávka spojující Vnitřní Město se Zámostím. V roce 2006 byla na počest jeho a dalších třebíčských rodáků-letců RAF odhalena pamětní deska na budově radnice na Karlově náměstí. Jeho osudy jsou sepsány v knize Evy Pokorné, která byla vydána v roce 2016.
Byl vyznamenán Československým válečným křížem 1939 a Československou medailí Za chrabrost a in memoriam zlatým stupněm Junáckého kříže "za vlast 1939 - 1945" číslo 141.